# Fanurópita

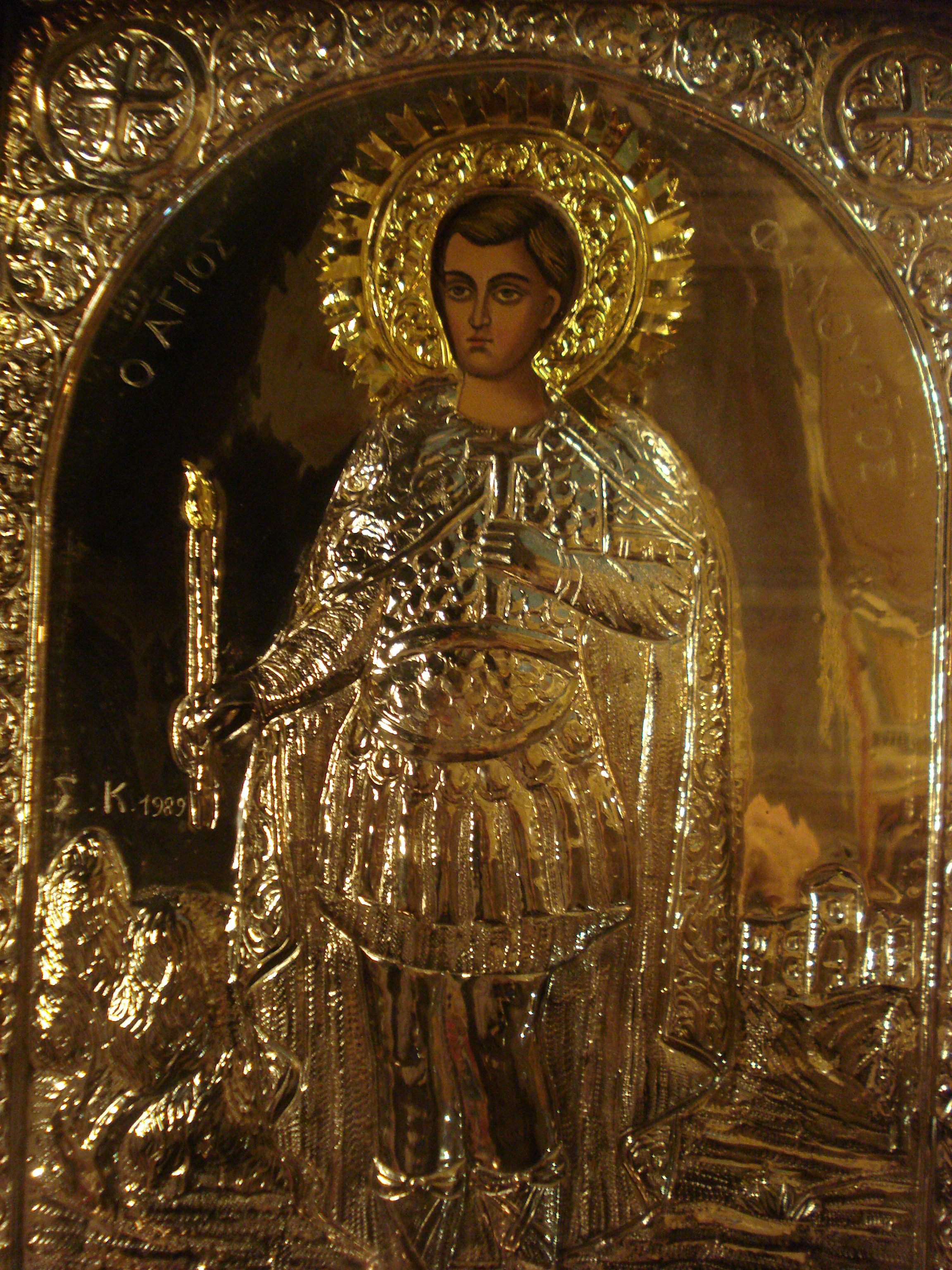
Imatge de Sant Fanuri a l'església de la Mare de Déu de Marussi.

La fanuròpita (grec: φανουρόπιτα) és un pastís grec fet amb farina, sucre, oli d'oliva, suc de taronja i espècies com ara canyella i clavell. És tradicional de fer-ne per Sant Fanuri, el 27 d'agost, i també qualsevol altre dia que hom hagi trobat un objecte perdut, ja que és a Sant Fanuri, considerat patró de les coses perdudes, a qui es demana intercessió per tal que apareguen; quan es troben, doncs, se li ofereix una fanuròpita en senyal d'agraïment. Se sol menjar sucant-lo al cafè.